# ایمنشتدت (دیتمارشن)
ایمنشتدت (به آلمانی: Immenstedt) یک شهر در آلمان است که در دیمارشن واقع شده‌است. ایمنشتدت ۹۷ نفر جمعیت دارد.